# Эрдр-ан-Анжу
Эрдр-ан-Анжу (фр. Erdre-en-Anjou) — новая коммуна на западе Франции, регион Пеи-де-ла-Луар, департамент Мен и Луара, округ Сегре, кантоны Тьерсе и Шалонн-сюр-Луар. Расположена в 30 км к северо-западу от Анже и в 70 км к северо-востоку от Нанта, в 21 км от автомагистрали А11.
Население (2020) — 5 759 человек.

## История
Коммуна образована 28 декабря 2015 года путем слияния коммун Брен-сюр-Лонгне, Верн-д’Анжу, Жене и Ла-Пуэз. Центром коммуны является Верн-д’Анжу. От него к новой коммуне перешли почтовый индекс и код INSEE. На картах в качестве координат Эрдр-ан-Анжу указываются координаты Верн-д’Анжу.

## Достопримечательности
- Церковь Святых Гервасия и Протасия 1872-1875 годов в Верн-д’Анжу
- Шато Вильнбер начала XIX века в Ла-Пуэзе
- Часовня Сент-Эмеранс XV века в Ла-Пуэзе
- Церковь Святого Виктора в Ла-Пуэзе

## Экономика
Структура занятости населения:
- сельское хозяйство — 15,5 %
- промышленность — 10,4 %
- строительство — 9,9 %
- торговля, транспорт и сфера услуг — 36,3 %
- государственные и муниципальные службы — 27,9 %

Уровень безработицы (2020) — 8,0 % (Франция в целом — 12,7 %, департамент Мен и Луара— 11,0 %). 

Среднегодовой доход на 1 человека, евро (2020) — 21 490 (Франция в целом — 22 400, департамент Мен и Луара — 21 790).

## Администрация
Пост мэра Эрдр-ан-Анжу с 2021 года занимает Ямина Риу (Yamina Riou). На муниципальных выборах 2020 года возглавляемый ею независимый список опередил на 1 голос список действовавшего мэра Лорана Тодешини. Ямина Риу 28 мая была избрана мэром, но по иску ее соперника результаты выборов были аннулированы. Во внеочередных выборах, состоявшихся 11 апреля 2021 года, приняли участие оба соперника и победу вновь одержала Ямина Риу, на этот раз получив 64,35 % голосов.
| Период | Период | Фамилия        | Партия                                                        | Примечания                                           |
| ------ | ------ | -------------- | ------------------------------------------------------------- | ---------------------------------------------------- |
| 2015   | 2020   | Лоран Тодешини |                                                               | специалист по эргономике, бывший мэр Брен-сюр-Лонгне |
| 2020   | 2020   | Ямина Риу      |                                                               | работник системы здравоохранения                     |
| 2020   | 2021   | Юбер Меле      | Назначен префектом после отмены результатов выборов 2020 года |                                                      |
| 2021   |        | Ямина Риу      |                                                               | работник системы здравоохранения                     |

## Галерея

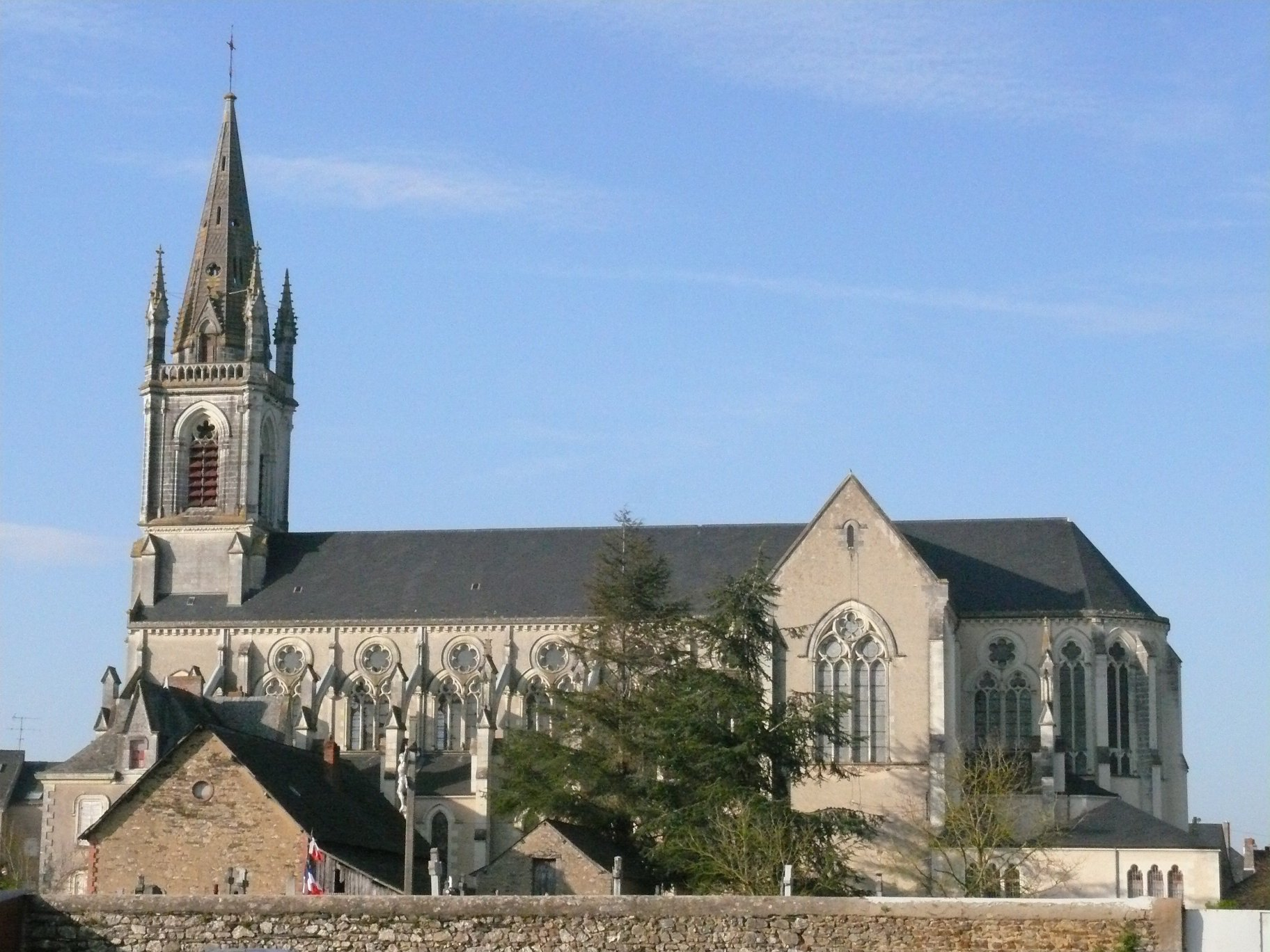
Церковь Святых Гервасия и Протасия
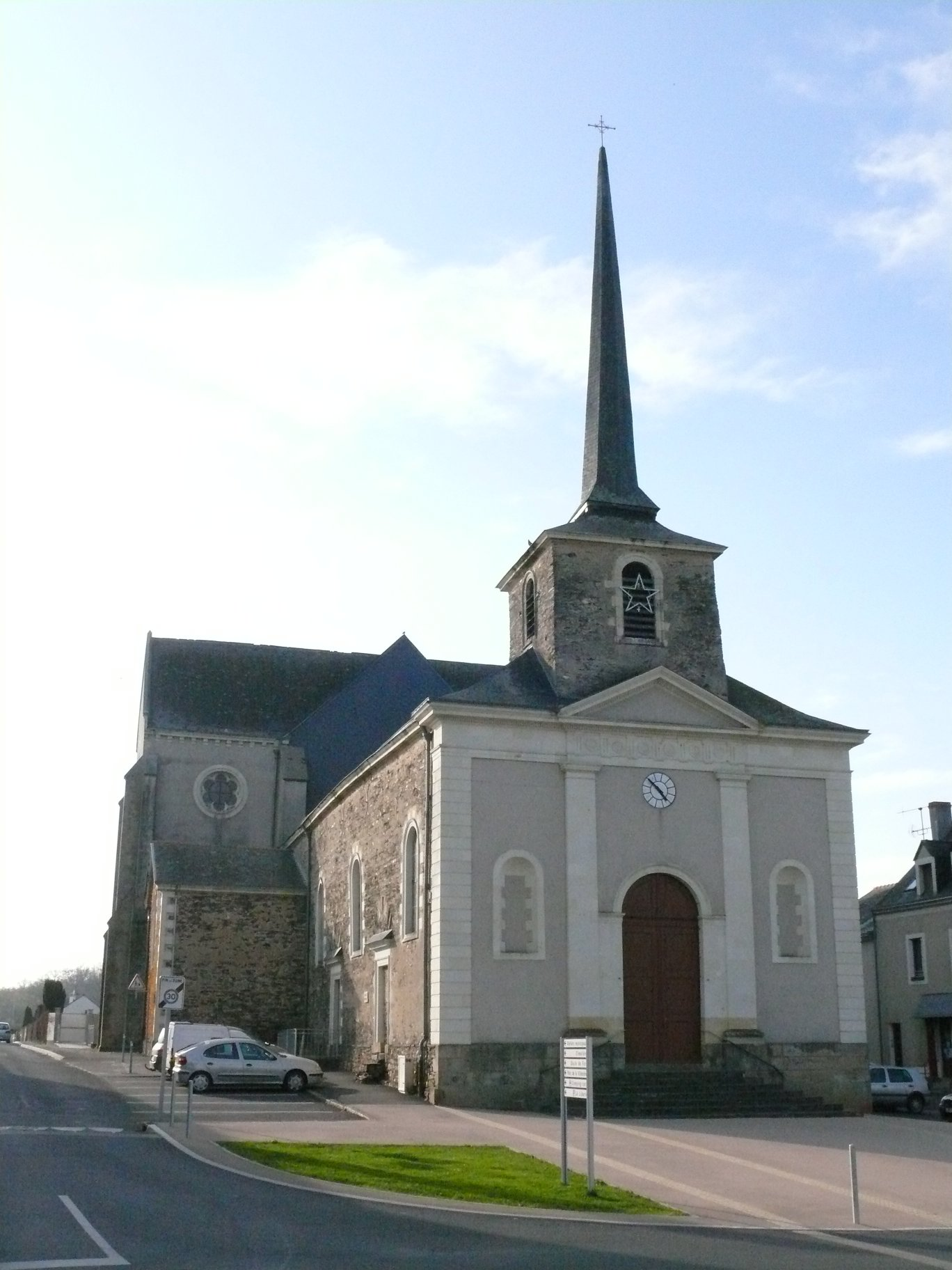
Церковь Святого Виктора
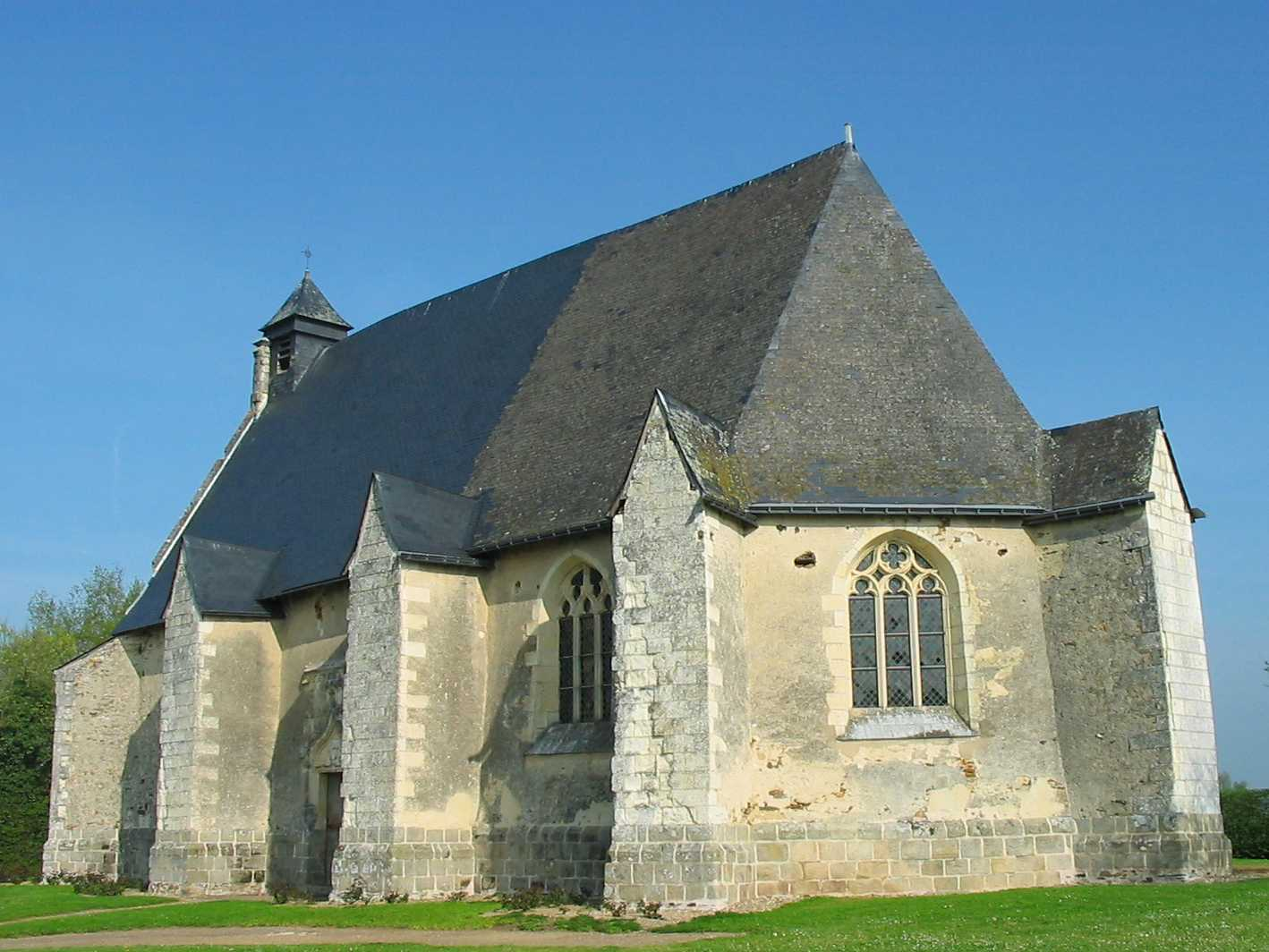
Часовня Сент-Эмеранс